# Ausztrál női labdarúgó-bajnokság (első osztály)
A Westfield W-League, röviden W-League az ausztrál női labdarúgó-bajnokság elnevezése, amely az ország legmagasabb szintű pontvadászata. A ligát jelenleg 9 csapat részvételével rendezik meg.

## Lebonyolítási rendszer
A bajnokságban induló csapatok 12 mérkőzést játszanak az alapszakaszban, majd az első négy helyezett egy rájátszásban küzd tovább egy kieséses rendszerben. A pontvadászat első helyezettje részesül a Premiership díjában és indulhat a Bajnokok Ligájában, míg a Grand Final győztese a Championship trófeáját veheti át.
| Westfield W-League       |                            |          |                                                                                        |                           |
| Klub                     | Település                  | Alapítva | Stadion                                                                                | Férőhely                  |
| Adelaide United          | Adelaide, Dél-Ausztrália   | 2008     | Adelaide Shores Football Centre Marden Sports Complex                                  | 3,000 6,000               |
| Brisbane Roar            | Brisbane, Queensland       | 2008     | Perry Park Queensland Sport and Athletics Centre A.J. Kelly Park Suncorp Stadion       | 5,000 48,500 1,500 52,500 |
| Canberra United          | Canberra, Fővárosi terület | 2008     | McKellar Park Deakin Stadion                                                           | 3,500 1,500               |
| Melbourne City           | Melbourne, Victoria        | 2015     | CB Smith Reserve AAMI Park                                                             | 2,000 30,050              |
| Melbourne Victory        | Melbourne, Victoria        | 2008     | Lakeside Stadion Kingston Heath Soccer Complex Broadmeadows Valley Park Marvel Stadion | 10,000 5,000 53,300       |
| Newcastle Jets           | Newcastle, Új-Dél-Wales    | 2008     | Wanderers Oval Adamstown Oval                                                          | 2,000                     |
| Perth Glory              | Perth, Nyugat-Ausztrália   | 2008     | Dorrien Gardens Hay Park, Bunbury HBF Park                                             | 4,000 20,500              |
| Sydney FC                | Sydney, Új-Dél-Wales       | 2008     | Jubilee Stadion Leichhardt Oval Seymour Shaw Park Cromer Park                          | 20,505 20,000 5,000       |
| Western Sydney Wanderers | Sydney, Új-Dél-Wales       | 2012     | Marconi Stadion Campbelltown Stadion                                                   | 11,000 21,000             |

## Eddigi bajnokok
| Szezon  | Rájátszás döntő       | Rájátszás döntő                 | Rájátszás döntő |
| Szezon  | Premiers (Bajnok)     | Champions (Grand Final győztes) |                 |
| ------- | --------------------- | ------------------------------- | --------------- |
| 2008–09 | Queensland Roar (1)   | Queensland Roar (1)             |                 |
| 2009    | Sydney FC (1)         | Sydney FC (1)                   |                 |
| 2010–11 | Sydney FC (2)         | Brisbane Roar (2)               |                 |
| 2011–12 | Canberra United (1)   | Canberra United (1)             |                 |
| 2012–13 | Brisbane Roar (2)     | Sydney FC (2)                   |                 |
| 2013–14 | Canberra United (2)   | Melbourne Victory (1)           |                 |
| 2014    | Perth Glory (1)       | Canberra United (2)             |                 |
| 2015–16 | Melbourne City (1)    | Melbourne City (1)              |                 |
| 2016–17 | Canberra United (3)   | Melbourne City (2)              |                 |
| 2017–18 | Brisbane Roar (3)     | Melbourne City (3)              |                 |
| 2018–19 | Melbourne Victory (1) | Sydney FC (3)                   |                 |
| 2019–20 | Melbourne City (2)    | Melbourne City (4)              |                 |